# OR-2
O OR-2, foi um motor de foguete de combustível líquido projetado por Friedrich Zander com o objetivo de ser instalado no planador foguete RP-1 projetado por Boris Cheranovsky.

## Imagens
- Imagem do motor OR-2
- O motor OR-2 em teste estático